# Miksi
Miksi (szlovákul: Mikušovce) község Szlovákiában, a Besztercebányai kerületben, a Losonci járásban.

## Fekvése
Losonctól 4 km-re délre, az Ipoly jobb partján fekszik.

## Története
1370-ben említik először.
Vályi András szerint "MIKSI. Miklusovce. Magyar falu Nográd Várm. földes Ura G. Forgách Uraság, lakosai többfélék, fekszik Losonczhoz nem meszsze, és annak filiája, határja néhol soványas."
Fényes Elek szerint "Miksi magyar falu, Nógrád vmegyében, Losonczhoz 1/2 mfd., az Ipoly kies völgyében, ut. post. Gács. Határa tagositott, s 908 hold, mellyből urbéri beltelek 32, szántó 528, rét 72, legelő 484, templom földe 6, urasági rét 80, templom rétje 6 hold. Földe homokkal vegyes agyag, legjobban termi a buzát, zabot, kukoriczát, dohányt. Rétjei kétszer kaszálhatók, s igen jó takarmányt adnak. Szép szarvasmarhát növel. Lakja 300 kath., egy kis tornyocskáu fióktemplommal. Vize az Ipoly és a losonczi patak, melly egy malmot forgat. A vilkei uradalomhoz tartozik."
A trianoni békeszerződésig Nógrád vármegye Losonci járásához tartozott.

## Népessége
| Év:            | 1994. | 2004.   | 2014.   | 2024.   |
| -------------- | ----- | ------- | ------- | ------- |
| Emberek száma: | 285   | 278     | 272     | 284     |
| Eltérés:       |       | -2,45 % | -2,15 % | +4,41 % |

| Év:            | 2023. | 2024.   |
| -------------- | ----- | ------- |
| Emberek száma: | 290   | 284     |
| Eltérés:       |       | -2,06 % |

1910-ben 386, túlnyomórészt magyar anyanyelvű lakosa volt.
2001-ben 270 lakosából 191 szlovák és 72 magyar volt.
2011-ben 279 lakosából 216 szlovák és 57 magyar volt.
2021-ben 275 lakosából 226 (+2) szlovák, 38 (+6) magyar, 1 cigány, 3 (+1) egyéb és 7 ismeretlen nemzetiségű volt.

## Neves személyek
- Itt született 1927-ben Kovács Kálmán magyar festőművész, grafikus, illusztrátor, a Nyugat-Magyarországi Egyetem docense, politikai aktivista.

## Nevezetességei

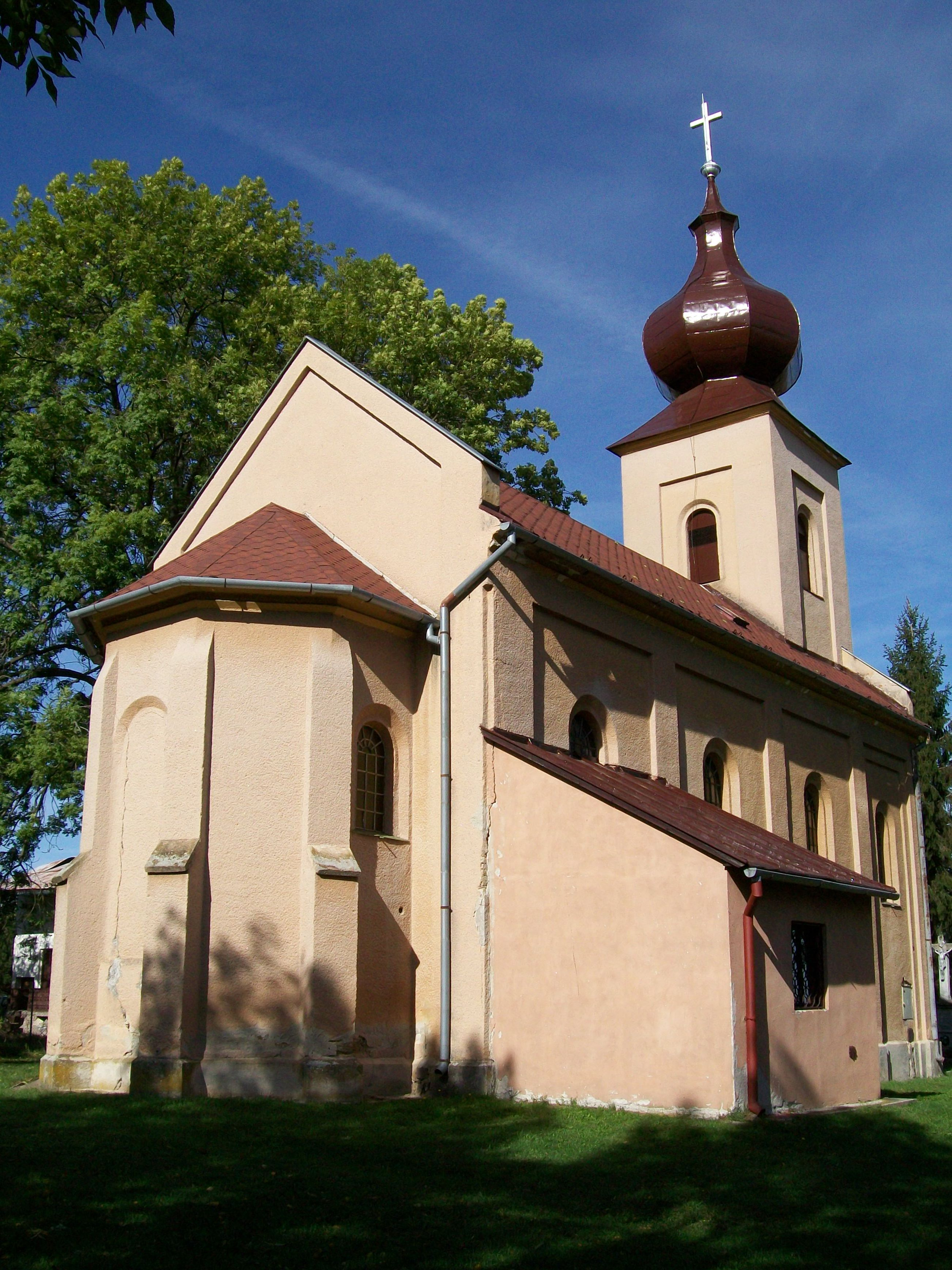

- A község temploma 1896-ban épült.

## Külső hivatkozások
- Községinfó
- Miksi Szlovákia térképén
- E-obce.sk Archiválva 2007. december 6-i dátummal a Wayback Machine-ben